# Olov Schelén
Jan Olov Schelén, född 8 september 1961 i Luleå, är en svensk professor i datateknik och datavetenskap, verksam vid Luleå tekniska universitet. 

## Biografi
Schelén tog civilingenjörsexamen 1985 på dåvarande Högskolan i Luleå. Licenciatexamen avlade Schelén 1988. Titeln på avhandlingen var "An interactive proof system for test congruence between processes". 
Han var forskarstuderande/doktorand åren 1994-1998. Schelén avlade doktorsexamen 1998 och titeln var "Quality of Service Agents in the Internet". 
Åren 1998-2000 var Schelén förste forskningsingenjör och universitetslektor. Schelén var i mitten av 90-talet gästföreläsare på Amherst University.
Scheléns forskning rör främst kring "Cyberfysiska system" och "IP multimedia networking".
Scheléns är upphovsman/grundare till internetföretagen Operax och Xarepo,